# Wozzeck (film, 1947)
Ne doit pas être confondu avec Wozzeck.
Pour les articles homonymes, voir Woyzeck (homonymie).
Pour plus de détails, voir Fiche technique et Distribution.
Wozzeck est un film dramatique allemand réalisé par Georg C. Klaren et sorti en 1947.
Les décors du film ont été conçus par Bruno Monden et Hermann Warm. Le film a été tourné aux studios de Babelsberg et aux studios Althoff (de) à Potsdam.

## Fiche technique
- Titre original : Wozzeck
- Réalisation : Georg C. Klaren
- Scénario : Georg C. Klaren, d'après la pièce de théâtre fragmentaire Woyzeck de Georg Büchner
- Photographie : Bruno Mondi
- Montage : Lena Neumann
- Musique : Herbert Trantow
- Pays d'origine : Allemagne
- Langue originale : allemand
- Format : noir et blanc
- Genre : dramatique
- Durée : 98 minutes
- Dates de sortie :
  - Allemagne : 17 décembre 1947
  - Belgique : 6 janvier 1956

## Distribution
- Max Eckard : Georg Buechner
- Kurt Meisel : Wozzeck
- Helga Zülch : Marie
- Paul Henckels : Arzt
- Arno Paulsen : Hauptmann
- Richard Häussler : Tambour-Major
- Willi Rose : Andres
- Claire Reigbert : Margret
- Alfred Balthoff : Handwerksbursche
- Wolfgang Kühne : Ausrufer
- Otto Matthies : Handwerksbursche
- Karl Hellmer : Trödler
- Elsa Wagner : Großmutter
- Rotraut Richter : Käthe
- Max Drahn : Idiot
- R. Lieffertz-Vincenti : Unteroffizier
- Erich Lothar : Bub Christian
- Leo Sloma : Wirt
- Valy Arnheim : Gerichtspräsident
- Horst Preusker : Student
- Ulrich Hoffmann : Student
- Gunnar Möller : Student
- Franz Martin Grüger : Student
- Achim Glawe : Student
- Georg Helge : Student
- Walter Strasen :
- Friedrich Kühne :
- Alfred Beierle :
- Lothar Cronacher :
- Peter Marx : Harmonika-Spieler
- Friedrich Gnaß : Spießrutenläufer
- Friedrich Teitge : Soldat
- Eduard Matzig : Soldat

- Herbert Cäsar :
- Margarete Kloppstech :
- Ingeborg Krebs :
- Astrid Köster :
- Heinrich Mann :
- Mimi Mitell :
- Ingeborg Schopek :